# Староалександровка (Оренбургская область)
Староалександровка — село в Бузулукском районе Оренбургской области России. Административный центр и единственный населённый пункт Староалександровского сельсовета.

## География
Село находится в западной части Оренбургской области, в пределах возвышенности Общий Сырт, в степной зоне, на берегах реки Винной, при автотрассе М5, на расстоянии примерно 15 километров (по прямой) к западу от города Бузулука. Абсолютная высота — 91 метр над уровнем моря.
Климат
Климат характеризуется как резко континентальный с морозной суровой зимой и жарким сухим летом. Среднегодовая температура составляет 4 °C. Средняя температура воздуха самого тёплого месяца (июля) — 21,9 °C; самого холодного (января) — −14,8 °C (абсолютный минимум — −43 °C). Безморозный период длится в течение 142 дней в году. Среднегодовое количество атмосферных осадков составляет 393 мм.
Часовой пояс
Село Староалександровка, как и вся Оренбургская область, находится в часовой зоне МСК+2. Смещение применяемого времени относительно UTC составляет +5:00.

## Палеонтология
В отложениях раннего триасового периода (верхнеиндский подъярус) Староалександровки найдены ископаемые образцы темноспондильных амфибий Selenocara и Syrtosuchus, а также неопределённого рептилиоморфа из семейства Bystrowianidae.

## История
Основано в 80-х годах XVIII века. Название восходит к имени одного из первопоселенцев, выходцу из Тамбовской губернии Александру. Предположительно, слово «старая» было добавилено, чтобы избежать путаницы, после того, как Царскую Александровку (ныне — село Новоалександровка) после Революции 1917 года переименовали в Новую Александровку. В 1844 году был возведён православный храм, освящённый во имя Святого Николая Чудотворца.

## Население
| 2003 | 2010 | 2012 | 2013 | 2014 | 2015 | 2016 |
| ---- | ---- | ---- | ---- | ---- | ---- | ---- |
| 676  | ↘640 | ↗644 | ↗659 | ↗660 | ↘649 | ↘637 |
| 2017 | 2018 | 2019 | 2020 | 2021 |      |      |
| ↗639 | ↗645 | ↘631 | ↘630 | ↘627 |      |      |

Гендерный состав
По данным Всероссийской переписи населения 2010 года в гендерной структуре населения мужчины составляли 46,4 %, женщины — соответственно 53,6 %.
Национальный состав
Согласно результатам переписи 2002 года, в национальной структуре населения русские составляли 89 % из 701 чел.